# Eutonella
Eutonella is een geslacht van schietmotten uit de familie Hydroptilidae.

## Soorten
Deze lijst is mogelijk niet compleet.
- E. peltopsychoides F Mueller, 1921